# Willy Steinke
Willy Steinke (* 7. März 1908 in Bochum; † 12. März 1996 in Bremen) war ein deutscher Politiker (SPD) und Mitglied der Bremischen Bürgerschaft.

## Biografie

### Familie, Ausbildung, Beruf
Steinke erlernte in Bochum den Beruf eines Schlossers. Durch Lehrgänge wurde er Ingenieur. In den 1930er Jahren zog er nach Lemwerder und wurde Konstrukteur beim dortigen Flugzeugwerk Weser-Flug. In Lemwerder war er nach 1945 Mitglied im Gemeinderat und im Kreistag des Landkreises Wesermarsch. Er zog dann nach Bremen-Vegesack und war Verwaltungsangestellter bei der Stadt Bremen im Ortsamt Vegesack. Er war verheiratet und hatte einen Sohn.

### Politik
Steinke wurde 1928 Mitglied der SPD und war nach 1945 aktiv im Vorstand der SPD in Lemwerder und im SPD-Ortsverein in Bremen-Aumund/Hammersbeck. Von 1951 bis 1964 war er Vorsitzender des SPD-Stadtkreises Bremen-Vegesack und von 1954 bis 1962 Mitglied des Landesvorstandes der SPD.
Steinke war von 1959 bis 1963 Mitglied der 5. Bremischen Bürgerschaft und dort Mitglied verschiedener Deputationen. Danach war er Mitglied im Beirat Bremen-Horn-Lehe und dort längere Zeit Beiratssprecher.

### Weitere Mitgliedschaften
Steinke war Schachspieler und Mitglied im Vegesacker Schachklub, den er 1957/58 leitete, und Mitglied im Schachklub Bremen-Nord. Über 50 Jahre lang war er Mitglied der Arbeiterwohlfahrt (AWO), bei deren Wiederaufbau in Vegesack er mitwirkte; hier war er Vorsitzender und Ehrenvorsitzender. Er war Gründungsvorstand, dann Vorsitzender und später Ehrenvorsitzender des Trägervereins für das 1971 gebaute Gustav-Heinemann-Bürgerhaus in Vegesack.
Er wurde 1983 mit dem Bundesverdienstkreuz 1. Klasse ausgezeichnet.